# تاشکاپور
تاشکاپور (به لاتین: Tashkapur) یک منطقهٔ مسکونی در روسیه است که در شهرستان لواشینسکی واقع شده‌است.